# Dendrochirotida

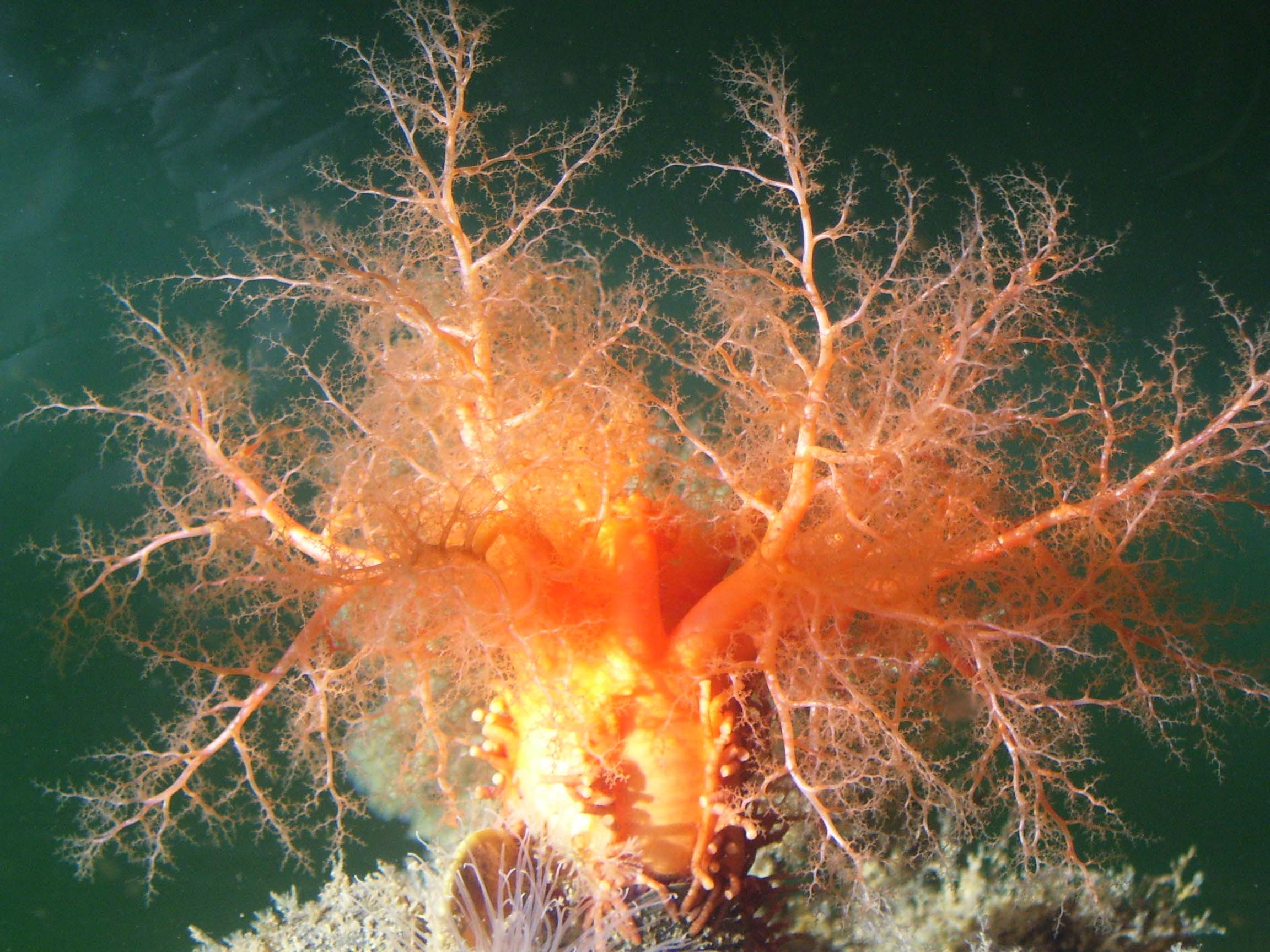
Mundtentakel von Cucumaria miniata

Die Dendrochirotida sind eine Ordnung der Seegurken. Die Tiere leben weltweit in allen Ozeanen, oft in Korallenriffen, aber auch in den Polarmeeren und in gemäßigten Zonen.  Psolus phantapus kommt in der Nordsee vor und erreicht auch den Kattegat, das Verbreitungsgebiet von Thyonidium pellucigum reicht bis in die westliche Ostsee. Bekannt sind die Seeäpfel (Pseudocolochirus), die gelegentlich für die Haltung in Meerwasseraquarien im Fachhandel angeboten werden.

## Merkmale
Auffälligstes Merkmal der Dendrochirotida sind die 10 bis 30 langen, baumartig verzweigten Mundtentakel, die sie zum Fang von Plankton und Detritus in das freie Wasser ausstrecken. Im deutschen werden sie deshalb auch Buschtentakel-Seewalzen genannt. Die Tentakel können eingestülpt werden. Es gibt Arten mit und ohne Kriechsohle. Wasserlungen sind vorhanden, Statozysten nicht. Die Gonaden sind büschelförmig. Die größte Dendrochirotida-Art ist Cucumaria frondosa, die eine Länge von 60 Zentimeter erreichen kann.
Die meisten Arten leben im Bodengrund vergraben oder unter Steinen versteckt und verraten ihr Dasein nur durch die ins Wasser ausgestreckten Tentakel.

## Systematik
Die Ordnung Dendrochirotida gehört zur Unterklasse Dendrochirotacea. Sie unterscheidet sich von den Dactylochirotida, der zweiten Ordnung der Dendrochirotacea, durch die Form der Mundtentakel und der Sklerite. In der Ordnung gibt es 90 Gattungen und 555 Arten.
- Ordnung Dendrochirotida Grube, 1840
  - Familie Cucumariidae Ludwig, 1894
  - Familie Paracucumidae
  - Familie Phyllophoridae Östergren, 1907
  - Familie Placothuriidae
  - Familie Psolidae Perrier, 1902
  - Familie Sclerodactylidae Panning, 1902